# Rychlobruslení na Zimních olympijských hrách 2022 – závod s hromadným startem ženy
Závod s hromadným startem žen na Zimních olympijských hrách 2022 se konal v hale National Speed Skating Oval v Pekingu dne 19. února 2022.
Závod vyhrála Nizozemka Irene Schoutenová, druhá skončila Kanaďanka Ivanie Blondinová a třetí Italka Francesca Lollobrigidová. V závodě měla startovat Češka Nikola Zdráhalová, která ale kvůli zranění ze startu odstoupila.

## Výsledky

### Semifinále
Z každé ze dvou semifinálových jízd postoupilo osm nejlepších závodnic do finále. Z první jízdy byla jako sedmnáctá závodnice do finále rozhodnutím jury nasazena také Jelizaveta Golubevová.
| Pořadí | Jméno                            | Země                   | Sprint. body | Čas     | Postup             |
| ------ | -------------------------------- | ---------------------- | ------------ | ------- | ------------------ |
| 1.     | Ivanie Blondinová                | Kanada                 | 65           | 8:28,68 | Finále             |
| 2.     | Ajano Satóová                    | Japonsko               | 40           | 8:28,77 | Finále             |
| 3.     | Li Čchi-š'                       | Čína                   | 23           | 8:29,01 | Finále             |
| 4.     | Mia Kilburgová-Manganellová      | Spojené státy americké | 10           | 8:29,93 | Finále             |
| 5.     | Marijke Groenewoudová            | Nizozemsko             | 9            | 8:30,92 | Finále             |
| 6.     | Magdalena Czyszczońová           | Polsko                 | 4            | 8:31,77 | Finále             |
| 7.     | Claudia Pechsteinová             | Německo                | 3            | 8:30,99 | Finále             |
| 8.     | Marina Zujevová                  | Bělorusko              | 2            | 8:31,54 | Finále             |
| 9.     | Jelizaveta Golubevová            | Sportovci ROV          | 1            | 8:53,99 | nasazena do Finále |
| 10.    | Nadja Wengerová                  | Švýcarsko              | 0            | 8:31,50 |                    |
| 11.    | Laura Isabel Gomezová Quinterová | Kolumbie               | 0            | 8:31,66 |                    |
| 12.    | Sofie Karoline Haugenová         | Norsko                 | 0            | 8:33,77 |                    |
| 13.    | Pak Či-u                         | Jižní Korea            | 0            | 8:53,64 |                    |
| 14.    | Maria Victoria Rodriguezová      | Argentina              | 9 kol        | 9 kol   |                    |

| Pořadí | Jméno                    | Země                   | Sprint. body | Čas     | Postup |
| ------ | ------------------------ | ---------------------- | ------------ | ------- | ------ |
| 1.     | Francesca Lollobrigidová | Itálie                 | 62           | 8:34,19 | Finále |
| 2.     | Kim Po-rum               | Jižní Korea            | 40           | 8:34,23 | Finále |
| 3.     | Kuo Tan                  | Čína                   | 21           | 8:34,39 | Finále |
| 4.     | Irene Schoutenová        | Nizozemsko             | 13           | 8:34,43 | Finále |
| 5.     | Karolina Bosieková       | Polsko                 | 6            | 8:34,44 | Finále |
| 6.     | Giorgia Birkelandová     | Spojené státy americké | 3            | 8:34,44 | Finále |
| 7.     | Valérie Maltaisová       | Kanada                 | 3            | 8:35,47 | Finále |
| 8.     | Naděžda Morozovová       | Kazachstán             | 3            | 8:42,23 | Finále |
| 9.     | Jevgenija Vorobjovová    | Bělorusko              | 2            | 8:43,65 |        |
| 10.    | Jelena Sochrjakovová     | Sportovci ROV          | 2            | 8:45,00 |        |
| 11.    | Michelle Uhrigová        | Německo                | 2            | 9:02,52 |        |
| 12.    | Sandrine Tasová          | Belgie                 | 0            | 8:37,77 |        |
| 13.    | Marit Fjellanger Bøhmová | Norsko                 | 0            | 8:42,28 |        |
| 14.    | Nana Takagiová           | Japonsko               | 0            | 9:10,03 |        |
| —      | Nikola Zdráhalová        | Česko                  | WDR          | WDR     |        |

### Finále
| Pořadí           | Jméno                       | Země                   | Sprint. body | Čas     |
| ---------------- | --------------------------- | ---------------------- | ------------ | ------- |
| Zlatá medaile    | Irene Schoutenová           | Nizozemsko             | 60           | 8:14,73 |
| Stříbrná medaile | Ivanie Blondinová           | Kanada                 | 40           | 8:14,79 |
| Bronzová medaile | Francesca Lollobrigidová    | Itálie                 | 20           | 8:14,98 |
| 4.               | Mia Kilburgová-Manganellová | Spojené státy americké | 10           | 8:16,15 |
| 5.               | Kim Po-rum                  | Jižní Korea            | 6            | 8:16,81 |
| 6.               | Valérie Maltaisová          | Kanada                 | 6            | 8:20,46 |
| 7.               | Marina Zujevová             | Bělorusko              | 4            | 8:20,10 |
| 8.               | Ajano Satóová               | Japonsko               | 3            | 8:16,94 |
| 9.               | Claudia Pechsteinová        | Německo                | 3            | 8:25,78 |
| 10.              | Magdalena Czyszczońová      | Polsko                 | 2            | 8:21,07 |
| 11.              | Marijke Groenewoudová       | Nizozemsko             | 1            | 9:12,86 |
| 12.              | Giorgia Birkelandová        | Spojené státy americké | 0            | 8:18,10 |
| 13.              | Kuo Tan                     | Čína                   | 0            | 8:18,61 |
| 14.              | Naděžda Morozovová          | Kazachstán             | 0            | 8:21,05 |
| 15.              | Jelizaveta Golubevová       | Sportovci ROV          | 15 kol       | 15 kol  |
| —                | Karolina Bosieková          | Polsko                 | DSQ          | 9:99,98 |
| —                | Li Čchi-š'                  | Čína                   | DSQ          | 9:99,99 |